# Абирим
Абирим (ивр. אבירים‎ — «Рыцари») — общинное поселение в Северном округе Израиля, расположенный в Верхней Галилее в трёх километрах от города Маалот-Таршиха. Его площадь составляет 9220 дунамов.

## История
Абирим был создан в 1980 году, как часть плана освоения Галилеи. Сначала поселение было названо «Эдэр», но потом переименовано в «Абирим», по имени лежащих неподалёку развалин крепости крестоносцев.

## Население
По данным Центрального статистического бюро Израиля, население на начало 2020 года составляло 263 человека.